# 長沙灣（甘泉街）巴士總站
長沙灣（甘泉街）巴士總站（英文：Cheung Sha Wan (Kom Tsun Street) Bus Terminus）位於香港九龍長沙灣甘泉街，設有南北2個各2條車坑的巴士總站，位於青沙公路行車天橋底，逆時針行車，為一個南面靠近荔枝角道之巴士總站。

## 歷史
長沙灣工業區是當年深水埗區的工業重地，甘泉街靠近青山道，位於長沙灣工業區的西面盡頭。
現存最早使用甘泉街總站的巴士路線為6D，於1970年就遷進南面總站，直至2013年8月24日才配合路綫重組延長至美孚巴士總站，不再使用本站，令南面總站一度停用。另外已停駛的6E及71X也曾以甘泉街為總站。
九巴路線86A於1985年投入服務以來就一直以甘泉街為總站至今，而86C則於1998年至2009年間臨時以甘泉街為總站，現在已遷回位於長沙灣廣場的長沙灣巴士總站，成為有史以來最長時間的臨時總站。曾以甘泉街為總站的86X也於2009年8月30日與86C一併遷往長沙灣總站。
2020年10月4日，隧巴970X線由蘇屋正式遷往此站，翌日X970線亦由蘇屋遷往此站，令南站重新投入運作，兩線為首批使用該站的非九巴路線。
2023年8月19日，城巴79X線由海達正式遷往此站。
2023年12月4日，九龍巴士214線之特別班次及214P線改以長沙灣道「長沙灣長荔街」站為終點站。

## 總站路線資料

### 城巴79X線
- 粉嶺皇后山 ↔ 長沙灣（甘泉街）

由城巴營運的一條全日服務路線，提供皇后山、軍地及馬尾下經龍山隧道、吐露港公路、青沙公路往來大角咀、旺角、深水埗及長沙灣的巴士服務，於2021年11月30日起投入服務。

### 九龍巴士86A線
- 沙田圍 ↔ 長沙灣（甘泉街）

1985年2月10日投入服務，是一條以沙田及深水埗區為主要服務對象的巴士路線，途經獅子山隧道、龍翔道。

### 九龍巴士214線
- 油塘 ↔ 長沙灣（甘泉街）

### 過海隧道巴士970X線
- 香港仔 ↔ 長沙灣（甘泉街）
- 田灣邨 → 長沙灣（甘泉街）（平日繁忙時間特別班次）

於2001年1月22日投入服務，途經田灣、置富花園、薄扶林、瑪麗醫院、香港大學、山道天橋（只限去程）、西營盤（只限回程）、西區海底隧道、佐敦道、油麻地、旺角及深水埗，由新巴獨自營運。

### 過海隧道巴士X970線
- 海怡半島 → 長沙灣（甘泉街）

於2018年7月23日投入服務，途經香港仔、田灣、薄扶林、瑪麗醫院、香港大學、山道天橋、西區海底隧道、大角咀、旺角及深水埗，只在平日上午繁忙時間提供服務，為過海隧道巴士970X線的特別班次。

## 過往路線資料
- 九龍巴士298X線（延長至美孚）

## 命名
此總站位於長沙灣，不是荔枝角，但因較鄰近港鐵荔枝角站，令人產生不少混淆。

## 外部連結
- 九巴 （页面存档备份，存于）
- 新巴／城巴 （页面存档备份，存于）